# Biografie
Biografia este o expunere scrisă (sau orală) care tratează despre viața și activitatea unei persoane. Termenul este polisemantic și se poate de asemenea referi la viața propriu-zisă a persoanei. Biografia romanțată este o specie literară, care tratează într-o manieră literaturizată viața unei persoane celebre. Autobiografia este o scriere al cărei autor este însuși subiectul.

## Istorie
Biografia ca specie literară este atestată încă din antichitate.
Pe vremea polis-ului, în Grecia antică domina concepția potrivit căreia comunitatea era mai importantă decât individul. În consecință, din această perioadă nu s-au transmis biografii. Celor două biografii descrise de Herodot în Istorii le este caracteristic faptul că subiecții nu fac parte din spațiul grecesc. Acest lucru se schimbă odată cu Filip al II-lea și fiul său Alexandru Macedon. 
Când elenismul a înlocuit comunitarismul polisului cu individualismul de tip monarhic, s-a făcut simțită o cerere de biografii de politicieni, generali, artiști și filosofi. Tipic pentru această epocă este că nu se poate spune cu exactitate cât de mare a fost producția de texte biografice.
Un exemplu notoriu de biografie antică este Viețile paralele ale oamenilor iluștri a lui Plutarh, care conține o serie de 50 de medalioane biografice, din care 46 sunt grupate în perechi antitetice. Notorii sunt și cele 12 biografii ale împăraților romani în Viețile celor doisprezece Cezari a lui Suetoniu.